# Máy lu chân cừu
Khác với lu bánh cứng và lu bánh lốp, lu chân cừu có áp lực đợn vị trên đất rất lớn. Trị số tuyệt đối của nó có thể vượt quá cường độ giới hạn của đất rất nhiều. Do vậy, đất nằm trực tiếp dưới chân cừu bị biến dạng nghiêm trọng và được nén chặt lại.
	Sức kháng của đất khi chân cừu lún vào càng lớn thì độ chặt đạt được càng cao. Do vậy lu chân cừu rất thích hợp để đầm nén đất dính loại cục
	Khi đầm nén bằng lu chân cừu thì trên bề mặt lớp đất đầm nén bao giờ cũng có một lớp đất xốp dày 5–6 cm do 
sự trượt dẻo của đất dưới chân cừu gây ra. Tuy nhiên lớp đất tơi xốp này sẽ tạo điều kiện cho việc liên kết tốt giữa các lớp đất đầm nén với nhau.
- Nguyên lý hoạt động:
Thông qua quá trình di chuyển bánh xe tiếp xúc với mặt đường và truyền tải trọng xuống nền đất,trong quá trình đầm lực đầm không đổi.
- Ưu điểm: 
+ Các lớp đất dễ dàng được dính kết với nhau.
+ Chất lượng đầm cao.
+ Chiều cao ảnh hưởng lớn so với lu bánh thép và lu bánh lốp.
- Nhược điểm: + Do bề mặt lu có vấu nên di chuyển máy khó khăn. Khi di chuyển sang công trình
khác phải dùng xe tải, romooc để di chuyển.
+ Lớp đất trên cùng hút nước mạnh khi trời mưa làm chậm quá trình đầm đất, làm cho phương tiện khác di chuyển khó khăn hơn. 
+ Khi cần bề mặt phẳng và nhẵn thì phải sử dụng loại đầm khác.
- Phạm vi sử dụng:
Máy lu chân cừu đặc biệt hiệu quả khi đầm đất dính, nhưng độ ẩm được quy định chặt chẽ